# Муруд (Иран)
Муруд (перс. مورود‎) — село на севере Ирана, в остане Альборз. Входит в состав шахрестана Кередж. Является частью дехестана (сельского округа) Асара бахша Асара.

## География
Село находится в северо-восточной части Альборза, в горной местности южной части Эльбурса, в долине реки Абе-Муруд, на расстоянии приблизительно 22 километров к северо-востоку от Кереджа, административного центра провинции. Абсолютная высота — 2300 метров над уровнем моря.

## Население
По данным переписи 2006 года население села составляло 490 человек (262 мужчины и 228 женщин). В Муруде насчитывалось 111 домохозяйств. Уровень грамотности населения составлял 91,43 %. Уровень грамотности среди мужчин составлял 91,98 %, среди женщин — 90,79 %.